# Salomé Melia
Salomé Melia (en georgiano: სალომე მელია; Batumi, 14 de abril de 1987) es una jugadora de ajedrez georgiana, que tiene el título de Gran Maestro Femenino desde 2005, y el de Maestro Internacional desde 2008.
En la lista de Elo de la Federación Internacional de Ajedrez (FIDE) de octubre de 2014, tenía un Elo de 2472 puntos, lo que la convertía en la jugadora número 4 (femenina, en activo) de Georgia, el jugador número 22 absoluto del país y la número 29 del ranking mundial femenino. Su máximo Elo fue de 2475 puntos, en la lista de agosto de 2014 (posición 28.ª en el ranking mundial femenino).

## Trayectoria y resultados en competición
En 2001 se proclamó campeona del mundo femenina Sub-14, en Oropesa del Mar. Melia ha sido dos veces campeona de Europa femenina Sub-18 (2004 y 2005). Ganó el Campeonato de Georgia femenino dos veces: en 2008 (compartido con Nana Dzagnidze) y en 2010. En 2006 ganó en la sección femenina del Torneo de Ajedrez Acrópolis de Atenas, por delante de Elina Danielian. En 2013 fue subcampeona de Europa en 2013 en Belgrado (la campeona fue Hoang Thanh Trang) y quedó en tercera posición en el mismo torneo en la edición de 2014 en Plovdiv (la campeona fue Valentina Gunina).